# (2099) Öpik
(2099) Öpik est un astéroïde de la ceinture principale et aréocroiseur. Il a été baptisé ainsi en l'honneur de l'astronome estonien Ernst Julius Öpik.